# Essex (Illinois)
Essex è un villaggio degli Stati Uniti d'America, situato nello Stato dell'Illinois, nella contea di Kankakee.